# Майтимо, Рафаэль
Рафаэль Гильермо Эдуардо Майтимо (нидерл. Raphael Guillermo Eduardo Maitimo; род. 17 марта 1984 года) — индонезийский и нидерландский футболист, игравший на позиции полузащитника. Выступал за сборную Индонезии.

## Карьера
Рафаэль родился в столице Южной Голландии — Роттердаме, его родители имели минангкабауское происхождение.
Рафаэль Майтимо в младшие школьные годы оказывается в системе футбольного клуба «Фейеноорд». Хороший класс игры привёл к тому, что Рафаэль регулярно получает вызов в юношеские сборные разных возрастных категорий. В 2000 году он привлекается в сборную Нидерландов (до 17 лет), в составе которой Майтимо провёл 5 игр.
С 2006 года Рафаэль начинает тренироваться с основной командой «Фейеноорда», но жёсткая конкуренция не позволила Майтимо стать игроком основного состава: лишь 18 игр за 3 сезона не позволили повышать спортивное мастерство. Это меньше, чем в сезоне 2004/05 года Рафаэль провёл в составе «Дордрехта». Как результат, Рафаэль не стал игроком молодёжной и национальной сборной.
В 2009 году Рафаэль выезжает в Пекин, где становится игроком Пекинского технологического университета.
С 2010 года играет в Суперлиге Индонезии. Играл в клубах «Бали Девата», «Митра Кукар», «Сриуиджая», «Персия».
В 2016 году перешёл в ФК «Арема Кронос» из Маланга.

## Карьера в сборной Индонезии
В 2012 году согласился на смену спортивного гражданства. Понимая, что утвердиться в составе сборной Нидерландов практически не реально, Рафаэль смог стать игроком сборной Индонезии. Дебют произошёл на чемпионате АСЕАН. Уже в первой игре Майтимо отметился голом в ворота лаосцев.
Одной из важнейших игр для Рафаэля является товарищеский матч, состоявшийся 7 июня 2013 года. Соперником индонезийцев были голландцы. Европейцы победили со счётом 3:0.

## Образование
Окончил Роттердамский университет прикладных наук. Бакалавр экономики по специализации «Спортивный маркетинг и менеджмент».